# Alan Battersby
Alan Rushton Battersby (né le 4 mars 1925 à Leigh, Royaume-Uni ; † 10 février 2018) est un chimiste britannique. Battersby est connu pour ses travaux sur la structure et la synthèse de biomolécules complexes telles les hèmes, la chlorophylle et la vitamine B12 (ou cyanocobalamine) ainsi que divers groupes d'alcaloïdes végétaux comme les morphines.

## Biographie
Battersby étudie à l'Université de Manchester, où il obtient sa licence en 1943 et sa maîtrise en 1947. Il obtient son diplôme d'ingénieur en 1949 à l'Université de St Andrews, où il est maître de conférences de 1948 à 1953. Il se marie en 1949 et a deux fils. Il enseigne ensuite à l'université de Bristol puis détient la chaire de chimie de l'université de Liverpool de 1962 à 1969, et la chaire de chimie organique de St Catharine's College (Cambridge) à partir de 1969. Il prend sa retraite en 1992.

## Ses recherches
Les recherches d'Alan Battersby, publiées à travers plus de 350 articles, ont revêtu, surtout à Cambridge, un caractère collaboratif prononcé, ce qui est inévitable compte tenu de l'ambition affichée de son programme. Hormis ses étudiants et doctorants, son équipe de recherche associe Jim Staunton, Ted McDonald et Finian Leeper, et les travaux furent financés par le Science and Engineering Research Council, la fondation Unilever, les laboratoires Hoffman-La Roche, la fondation Wolfson et Zeneca.

### Alcaloïdes
Les alcaloïdes sont des molécules chimiques basiques naturelles formées de radicaux azotiques. Leurs propriétés pharmacologiques multiples en ont fait un champ de recherche extrêmement fertile pour les biochimistes. Jusque dans les années 1950, l’expérimentation, exploitant fréquemment la décomposition chimique et la synthèse partielle ou complète de structures possibles, était indispensable pour déterminer leur formule chimique qu'il était souvent difficile de décrire complètement, à cause des aspects stéréochimiques. C'était le cas, par exemple, pour l'émétine, utilisée dans le traitement des amœboses, sujet de la thèse de doctorat d'Alan Battersby. Comme il l'indiqua par la suite : « Il fallait faire réagir à peu près 100 g d'émétine pour cela ; avec nos outils modernes , il ne faudrait que trois jours et moins de 10 mg de réactifs (d'ailleurs réutilisables) pour déterminer la structure de l’émétine : 365 fois plus vite avec 10 000 fois moins de réactifs... »
Ces outils, aujourd'hui familiers, ce sont la spectrométrie de masse, la résonance magnétique nucléaire multi-atomique et la cristallographie aux rayons X : dès leur application aux alcaloïdes, ils ont permis de répartir les alcaloïdes par familles ; ce qui signifie que cela a permis de déterminer par quels mécanismes ces molécules sont synthétisées dans les bactéries, moisissures, plantes et animaux où on les trouve. En 1937, Sonderhoff et Thomas ont montré comment utiliser de l’acétate marquée au deutérium pour étudier la synthèse organique des graisses et des stéroïdes ; dès 1950, on incorporait au cholestérol de l'acétate marquée au 13C et 14C. Alan Battersby eut l'idée de recourir à ces techniques pour étudier la biosynthèse des alcaloïdes : l’initiative venait à point nommé, car on commençait justement à commercialiser les précurseurs monocarbonés simples. En marquant au tritium ou, de façon plus spécifique, au 14C ses réactifs pour comprendre la formation des produits intermédiaires, il établit la séquence suivant laquelle les multiples alcaloïdes présents dans un même organisme se forment : par exemple, il démontra que la synthèse organique de la morphine procédait de la L-tyrosine via la réticuline, la salutaridine, la thébaïne, la codéinone et la codéine,. L'équipe de Battersby a étudié plusieurs autres alcaloïdes, par exemple la colchicine (qui doit son nom au crocus automnal Colchicum autumnale) utilisée pour traiter la goutte. Il a montré qu'elle était composée d'acides aminés, la phénylalanine et tyrosine via l'(S)-autumnaline. De même, la synthèse organique de l’alcaloïde indole de l’ajmalicine, de la corynanthine, de la catharanthine et de la vindoline fait intervenir comme précurseurs la tryptamine et la loganine. À la surprise d'Alan Battersby, il fallut conclure que la quinine, principal médicament prophylactique contre la malaria, dérivait de la corynanthine, bien qu'elle n'en intègre pas la sous-structure indole.

### Biosynthèse des pigments du vivant

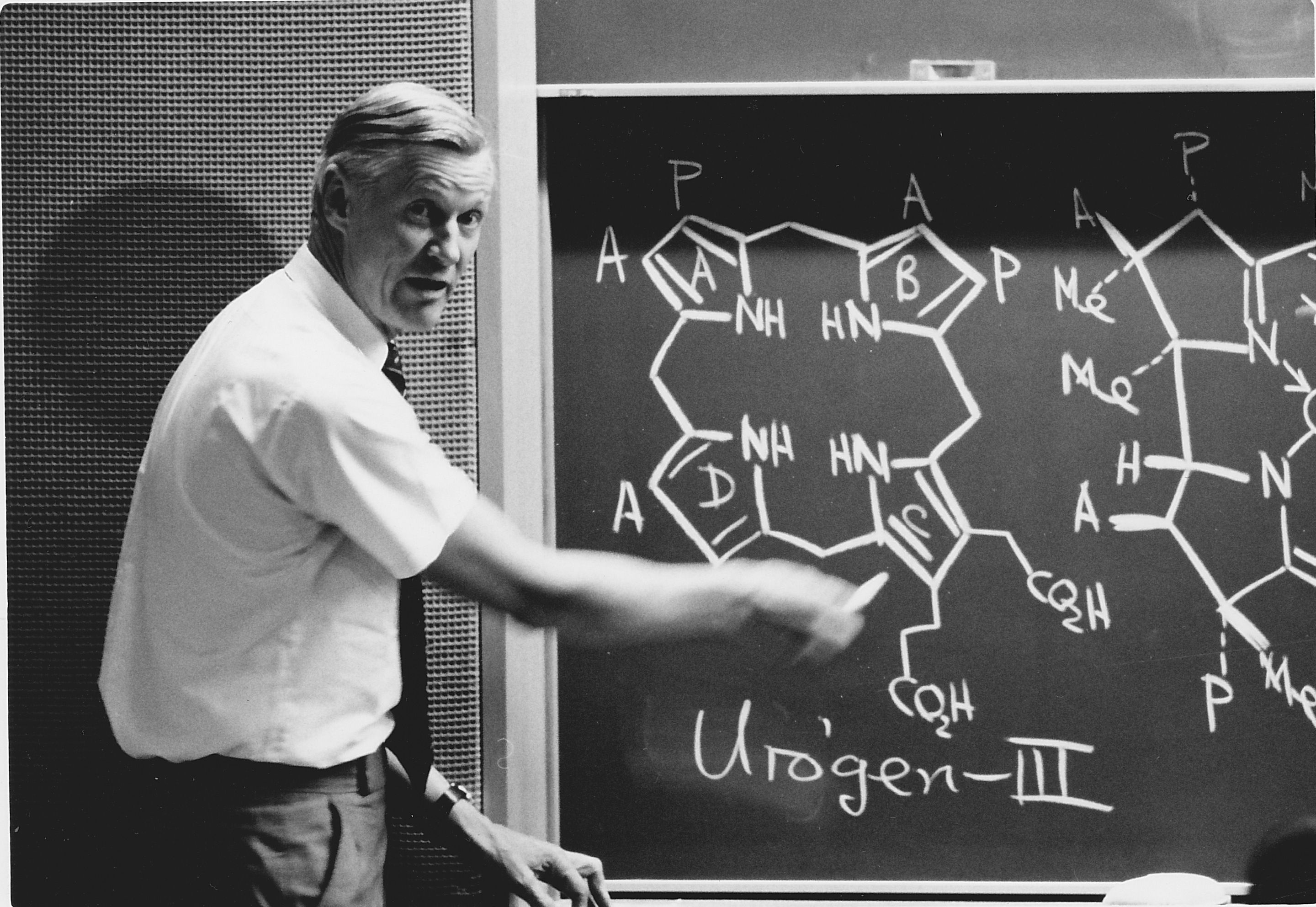
Conférence d'Alan Battersby sur la biosynthèse de la porphyrine.

Mais Alan Battersby est principalement connu pour ses recherches sur la synthèse organique des pigments du vivant apparentés aux structures à noyau tétrapyrrole. Son équipe a mis en évidence, en particulier, le rôle essentiel joué par deux enzymes, la déaminase et la cosynthétase, dans la transformation d'acide δ-aminolévulinique en Uroporphyrinogène III, via le porphobilinogène et l'hydroxyméthylbilane. L’hydroxyméthylbilane est apparu comme le premier intermédiaire macrocyclique de la biosynthèse des hèmes, de la chlorophylle, de la vitamine B12 et des sirohèmes. Il a fallu pour cela recourir au traçage radioactif par deutérium, tritium, 13C et 14C de précurseurs potentiels obtenus par synthèse organique ou enzymatique. La stratégie la plus payante a consisté à incorporer l'isotope stable 13C à des substrats potentiels, avec l'idée d'analyser l'évolution des réactions biochimiques (celle donnant, par exemple, l'uroporphyrinogène III) par RMN 13C haute-fréquence. L'emploi de porphobilinogène doublement tracé par isotopes 13C a notamment mis en évidence l'étape de réarrangement qui avait échappé à tous ceux qui cherchaient le détail des réactions de synthèse organique de l'uroporphyrinogène III,. Fort de ces résultats, Alan Battersby émit l'hypothèse que de la spiro-pyrrolénine intermédiaire se formait sur le site actif de la cosynthétase : pour le prouver, son équipe réalisa la synthèse d'un spiro-lactame voisin, et montra qu'en effet il inhibait l'enzyme.

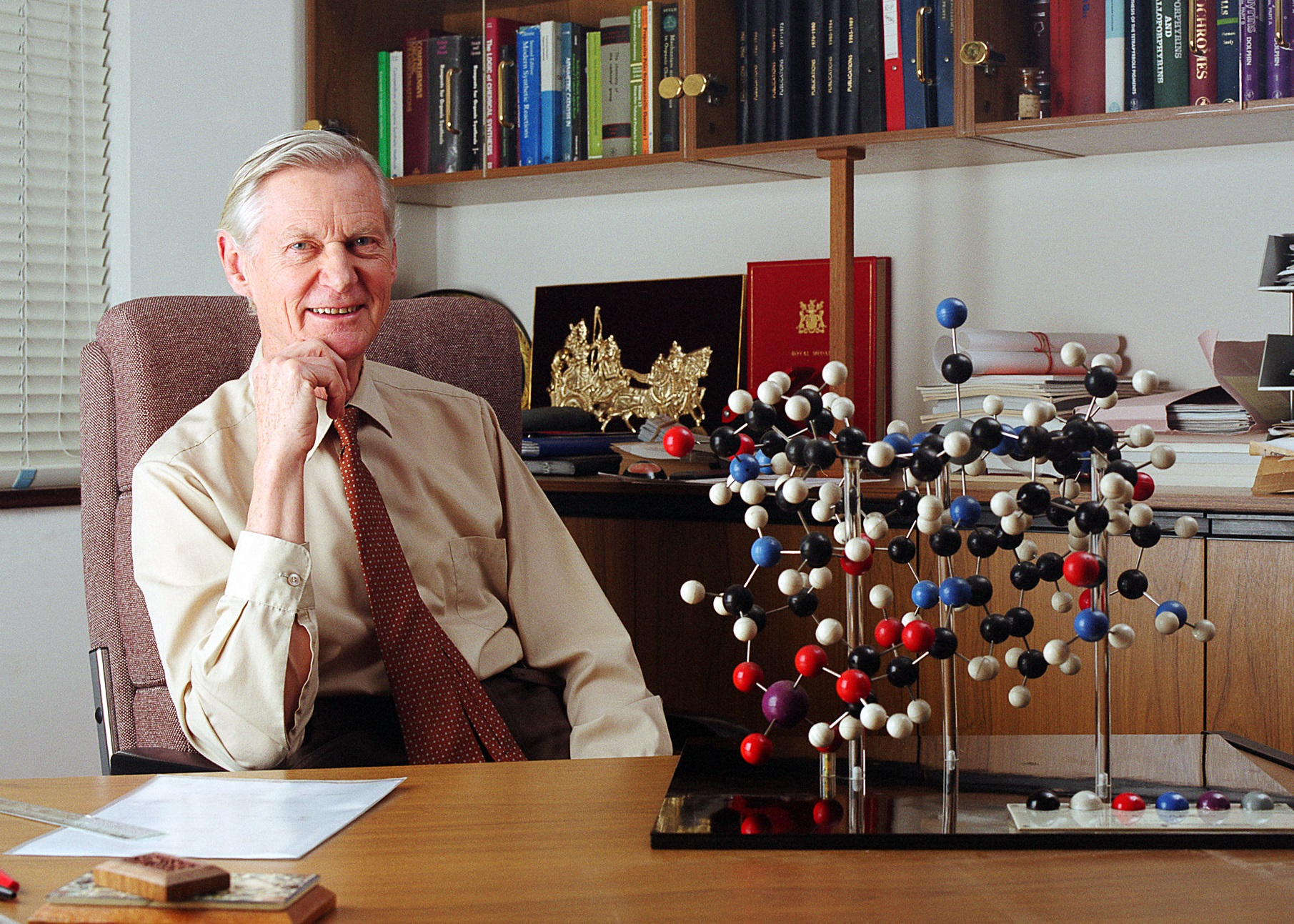
Alan Battersby dans son bureau du Département de Chimie à l'Université de Cambridge.

Les progrès ultérieurs menant à l'élucidation de la structure de la vitamine B12, tout particulièrement l'incorporation de radicaux méthyl supplémentaires à sa structure, reposaient sur le traçage des radicaux méthyl de S-Adénosylméthionine ; mais il faudra attendre l' hybridation génétique de Pseudomonas denitrificans, et la mise en évidence de huit des gènes impliqués dans la biosynthèse de la vitamine, pour que la séquence complète de méthylation et d'autres phases soit comprise, avec l'identification de tous les réactifs intermédiaires,,,.

### Dérivés des hèmes naturels et nouvelles enzymes

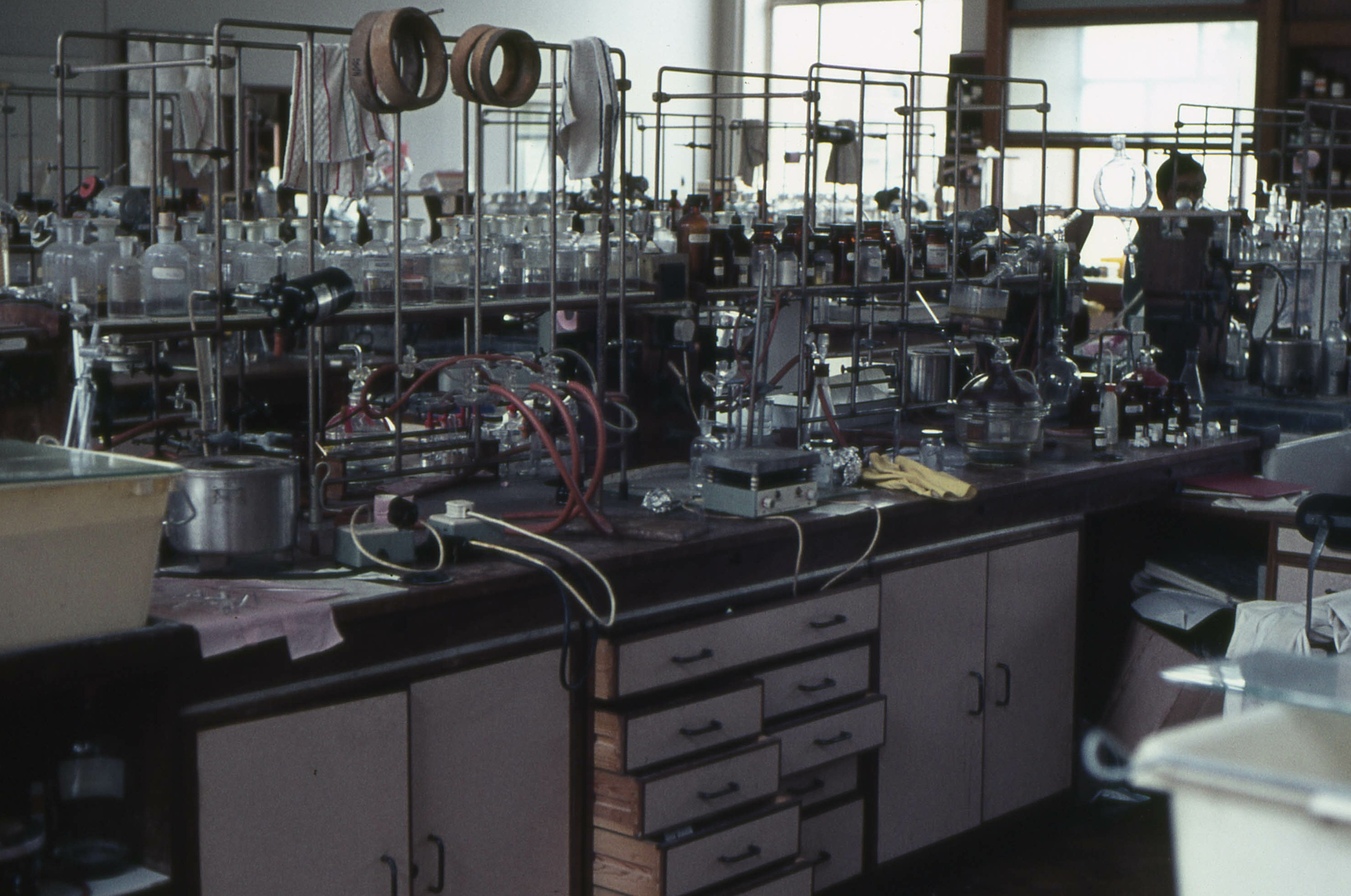
Compendium de laboratoire d'un étudiant en thèse de Battersby (1976) : laboratoire 122 du Département de Chimie de l'université de Cambridge.

Les travaux de l'équipe de Battersby sur la synthèse organique de molécules naturelles apparentées aux hèmes stimulèrent les techniques de synthèse organique. C'est ainsi qu'ils parvinrent à synthétiser l'hème a, l'hème d1 et la sirohydrochlorine. Pour étudier la fonction des enzymes contenant des ligands apparentés à la porphyrine, ou (dans le cas de l'hémoglobine) utilisant des hèmes pour le transport d'oxygène, ils synthétisèrent une présentant ces propriétés, mais débarrassée de la protéine qui, dans la nature, masque le site actif.
Alan Battersby rechercha des molécules plus efficaces que la myoglobine et le cytochrome P450, en synthétisant des molécules-cibles à partir d'un unique complexe métalloïde. Ces cible étaient des porphyrines artificielles, dotées de radicaux de substitution agencés de façon à ne pas masquer les propriétés électronique du complexe métallique. L'année de sa retraite (1992), cette branche de la chimie devenait très active,.

### Aspects stéréochimiques des réactions enzymatiques
Les travaux décrits précédemment ne sont qu'une partie d'un champ de recherche plus vaste : les mécanismes stéréochimiques des catalyses enzymatiques. L'équipe de Battersby a mis en œuvre des substrats dopés au tritium pour identifier diverses familles d'enzymes, par exemple l'histidine décarboxylase et la tyrosine décarboxylase.

## Prix, distinctions et affiliations
Il est reçu docteur ès sciences de l'université de Bristol (1962) puis de l'université de Cambridge (1973). Il sera ensuite élevé au rang de docteur honoris causa de nombreuses autres universités (Sheffield, Bristol, Liverpool, Université Rockefeller, St Andrews, Université Heriot-Watt).
La Royal Society of Chemistry lui a décerné la médaille Corday-Morgan en 1959. Il a été récompensé du prix Robert Robinson de chimie organique (1986) et a partagé en 1989 le prix Wolf de chimie avec Duilio Arigoni pour « la synthèse organique des pigments du vivant : hèmes, chlorophylle et vitamine B, dont la structure est apparentée à celle des tétrapyrroles. » Il a partagé en 2000 le prix Welch avec Ian Scott. Il a été anobli par la Couronne d'Angleterre en 1992.
Il était membre de la Royal Society, qui lui a décerné successivement la médaille Davy (1978), la médaille royale (1989) puis sa plus haute récompense, la médaille Copley (2000). Il a également reçu la médaille Paul Karrer (1977), le prix Antonio-Feltrinelli (1986), la médaille Adolf Windaus de l'Association des Chimistes Allemands (1987).
Il était membre de la Leopoldina (1967), de l'Académie américaine des arts et des sciences (1988) et de l'Academia Europaea (1989).

## Voir également
- (en) La médaille Welch attribuée à Battersby

- (de) Cet article est partiellement ou en totalité issu de l’article de Wikipédia en allemand intitulé « Alan Battersby » (voir la liste des auteurs).